# Eric Sturgess
Pour les articles homonymes, voir Sturgess.
Eric Sturgess est un joueur de tennis sud-africain, né le 10 mai 1920 à Johannesbourg (Afrique du Sud) et décédé le 14 janvier 2004.